# 2017年東京都議会議員選挙
2017年東京都議会議員選挙（2017ねんとうきょうとぎかいぎいんせんきょ）は、2017年（平成29年）7月2日に執行された東京都議会の議員を選出する一般選挙。

## 概要

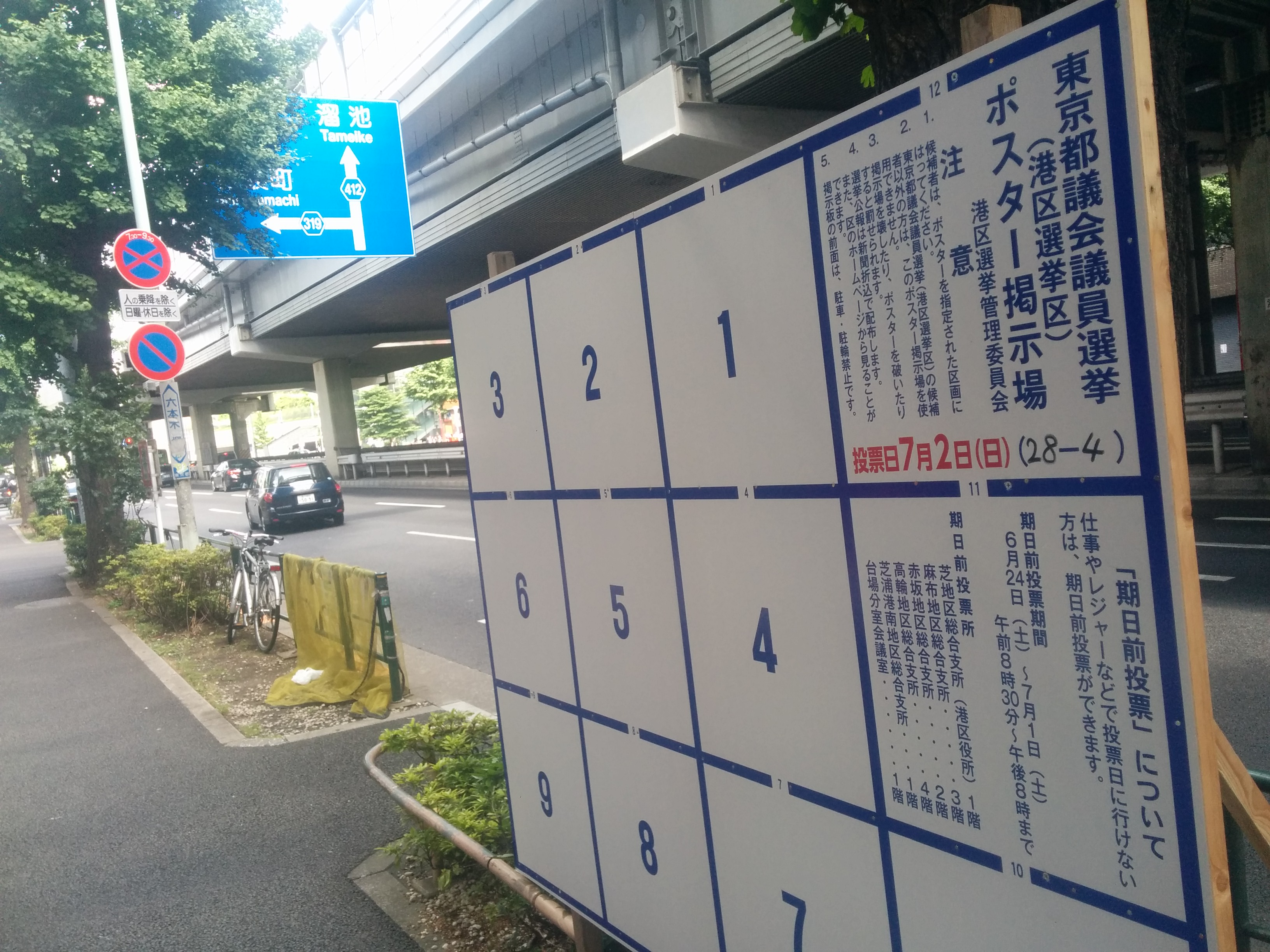
都議選のポスター掲示板(港区)

築地市場の豊洲地区への移転問題や受動喫煙問題、待機児童問題など、2016年に就任した小池百合子東京都知事の都政運営などが争点に挙げられる。
なお、今回から議員定数が変更となり、北区と中野区がそれぞれ1減、北多摩第3区（調布市・狛江市）と町田市がそれぞれ1増となる。公職選挙法の改正（平成28年6月19日施行）により、選挙権が「満18歳以上」に引き下げられる初の都道府県会議員選となる。
東京都議会選挙は、1965年の東京都議会自主解散による選挙の為に執行時期がずれたため、東日本大震災の被災地を除けば、統一地方選挙にて執行されない3つの都道府県議会選挙の1つである（他の2つは茨城県と沖縄県の議員選挙）。
啓発ポスター・PRイベント等に登場するイメージキャラクターは2017年2月に18歳となった女優の橋本環奈が務めた。

### 各会派・政党の動き
前回2013年の都議選で公認候補が全員当選し圧勝、第一党の自由民主党（以下、自民党）は、小池知事ならびに都民ファーストの会と全面対立、第一党を維持できるかどうかが争点であるが、2016年12月に公明党会派が1979年から続いてきた自民党会派との連携を見直し、事実上の連立解消を表明。同じく12月には、都議会議員3人が『都議会自民党』に対し会派離脱届を提出、新たな会派『新風自民党』を結成、翌2017年2月には「新風自民党」都議会議員3人のうち、2人が自民党に離党届を提出、20日付で自民党東京都連により離党届が受理、都民ファーストの会に合流、などの事態が相次いだ。5月、自民党東京都連は都議選に向け総決起大会を党本部で行い、公認候補60人を披露。5月19日、自民党東京都連は「豊洲早期移転」などを柱とするマニフェストを発表。6月2日には、中山恭子代表率いる日本のこころが自民党候補60人全員推薦を決定。
都議会第二党の公明党は、3月に都民Fと公明党東京都本部が、東京都議選における選挙協力を行うことを発表。公明党は42選挙区のうち、1人区と新人候補を擁立する2人区(荒川区を除く)で都民Fが擁立する候補を推薦。一方、都民Fは公明党の公認候補23人を全て推薦する。5月11日、公明党東京都本部はマニフェストを発表。罰則規定がある「受動喫煙防止条例」制定や、2020年東京五輪・パラリンピック大会組織委員会の経費透明化や議会のチェック体制確立などをマニフェストに盛り込んだ。
前回2013年では都議会における第三党、野党第一党に躍進した日本共産党（以下、共産党）は、37人の公認候補擁立、4人の候補を推薦、支持（うち1人は生活者ネットワーク所属）。小池都政には是々非々の立場を取りつつ現有17議席を確保し、新たな議席の獲得を目指す。5月8日、共産党東京都委員会は「豊洲市場の移転中止」を中心とするマニフェストを公表。なお、都民Fとの選挙協力について共産党側は「豊洲市場への移転を進めてきた公明党との選挙協力をしている以上、協力できない」とコメント。
前回の2013年では議席を大幅に減らし惨敗、第一党から第四党にまで転落した民主党を前身とする民進党は、旧・民主党系の「都議会民進党」と、旧・維新の党系の「民進党都議団」の2つの会派を合流、新会派『東京改革議員団』を結成。4月7日、民進党の支持組織日本労働組合総連合会（連合）東京支部・連合東京は、都民F支援を約束する合意書締結を発表。内容は、連合東京が「都議会選の都民Fの公認・推薦候補の活動支援について協力・努力する」とした。一方、都民Fは長時間労働の是正など連合側が求める政策推進が定められた。ただし、連合はこれまで通り、民進党候補の応援も行うこととしている。5月9日、民進党東京都連は、いわゆる「東京都版・子ども手当」支給や小中学校の給食費無償化など、子育て支援を中心に七つの重点政策のマニフェストを公表。民進党は一部の公認候補が離党、都民Fに移籍する「離党ドミノ」が相次いだが、23人が立候補。
小池都知事率いる地域政党・都民ファーストの会（以下、都民F）が参戦。都民Fは、「議会改革」や「受動喫煙防止条例制定」など13テーマの基本政策およびマニフェストを掲げ、6月1日開催の「都議選総決起集会」の中で、小池都知事主宰の政治塾「希望の塾」の塾生をはじめ、自民党・民進党から脱退し合流した現役都議など48人の都議選公認候補がお披露目された。都民F単独での過半数ではなく、選挙協力を行う公明党・生活者ネットら支持勢力と合わせての過半数を目指すとしている。なお都民Fは、公認候補50人を擁立した他、公明党・生活者ネット、さらに無所属候補11人などに推薦を出した。
社会民主党（以下、社民党）は、世田谷区選挙区より候補者1人擁立。社民党は2001年東京都議会議員選挙で議席がゼロとなって以来、回復していないため、16年ぶりの議席獲得を目指すとしている。
東京都議会の地域政党、東京・生活者ネットワーク（以下、生活ネット）は、4人の候補を擁立。なお生活ネットは、都民Fと政策協定を締結、生活者ネットの公認候補1人を都民Fが推薦することでも合意。なお、西崎光子代表は今回の選挙では、地盤を新人候補に譲り、自らは出馬せず引退を表明。
日本維新の会（以下、維新の会）は、都民Fとの選挙協力は一切行わず、単独で候補擁立を表明。但し、選挙後、都民Fとの連携には前向きに検討するとした。3月25日、維新の会は結党以来本拠地大阪で行ってきた党大会を、今回の都議選を見据える形で、東京都内で初開催。都議選における公認候補6人と維新の会が都議選で掲げるマニフェストを発表した。
また、小沢一郎代表率いる自由党は、今回の都議選では公認候補は擁立しないものの、国政での野党共闘のパートナーである民進・社民・共産各党の公認候補あわせ23人に、推薦を出した。
また諸派の動きは、以下の通り。
- 政治団体「NHKから国民を守る党」は公認候補1人が葛飾区選挙区より立候補。
- 2016年の東京都知事選挙に立候補した桜井誠が結成した日本第一党から1人が八王子市選挙区より立候補[29][30]。
- 元ライブドア社長で実業家の堀江貴文が主宰するインターネット上の交流サロンの有志が4月に設立した政治団体「地方議員ゼロの会」からは3人が立候補[31]。
- 宗教法人・幸福の科学を母体とする幸福実現党は、5月10日に6人の公認候補擁立を決定[32]。幸福実現党が都議選に候補擁立は、同党の初陣となった2009年東京都議会議員選挙に10人の公認候補者を擁立（結果は全敗）以来8年ぶり。
- 中核派系政治団体都政を革新する会は杉並区選挙区より公認候補1人立候補。24年ぶりの議席回復をめざす[33]。
- 政治団体「国民ファーストの会」千代田区選挙区より公認候補が1人立候補[34]。
- 政治団体「希望ファーストの会」中央区選挙区より公認候補が1人立候補[34]。
- 政治団体「行革110番」世田谷区選挙区より公認候補が1人立候補。議席回復を目指す[34]。
- 政治団体「環境党」は、練馬区選挙区より公認候補が1人立候補[34]。
- 政治団体「区民ファーストの会」、葛飾区選挙区より公認候補が1人立候補[34]。

その他、22人が政党ならびに政治団体からの公認・推薦を受けない無所属で立候補。

### 行政府・国会の動き
稲田朋美防衛大臣は2017年6月27日夕方、板橋区で開かれた東京都議会議員選挙の自民党候補の応援演説で、以下のように述べた。
自衛隊法に違反しているこの発言をめぐり与野党・識者・マスコミから疑義が出され、同日稲田は「撤回したい」と述べ発言を撤回。
　対し、民進・共産・社民・自由の野党4党は、稲田の自主的な辞任か、安倍晋三内閣総理大臣に対し稲田の罷免を求めることを示した。

## 基礎データ
- 選挙事由：議会議員の任期満了
- 告示日：2017年（平成29年）6月23日
- 投票日時（即日開票）: 2017年（平成29年）7月2日午前7時〜午後8時（檜原村、奥多摩町及び新島村は午後6時まで）
  - 期日前投票：2017年（平成29年）6月24日〜7月1日
- 有権者数：1126万6521人（2017年6月22日現在）
- イメージキャラクター：橋本環奈（タレント・歌手・女優）[41]

### 議員定数
- 定数：127議席
- 選挙制度：1人区（小選挙区）と2〜8人区（大選挙区）の並立制

| 千代田区 | 中央区   | 港区       | 新宿区     | 文京区     | 台東区     | 墨田区   |
| -------- | -------- | ---------- | ---------- | ---------- | ---------- | -------- |
| 1        | 1        | 2          | 4          | 2          | 2          | 3        |
| 江東区   | 品川区   | 目黒区     | 大田区     | 世田谷区   | 渋谷区     | 中野区   |
| 4        | 4        | 3          | 8          | 8          | 2          | 3        |
| 杉並区   | 豊島区   | 北区       | 荒川区     | 板橋区     | 練馬区     | 足立区   |
| 6        | 3        | 3          | 2          | 5          | 6          | 6        |
| 葛飾区   | 江戸川区 | 八王子市   | 立川市     | 武蔵野市   | 三鷹市     | 青梅市   |
| 4        | 5        | 5          | 2          | 1          | 2          | 1        |
| 府中市   | 昭島市   | 町田市     | 小金井市   | 小平市     | 日野市     | 西東京市 |
| 2        | 1        | 4          | 1          | 2          | 2          | 2        |
| 西多摩   | 南多摩   | 北多摩第一 | 北多摩第二 | 北多摩第三 | 北多摩第四 | 島部     |
| 2        | 2        | 3          | 2          | 3          | 2          | 1        |

### 選挙前勢力
| 会派名                            | 議員数 | 所属党派                 |
| --------------------------------- | ------ | ------------------------ |
| 東京都議会自由民主党              | 56     | 自由民主党               |
| 都議会公明党                      | 22     | 公明党                   |
| 東京改革議員団                    | 18     | 民進党                   |
| 日本共産党東京都議会議員団        | 17     | 日本共産党               |
| 都民ファーストの会 東京都議団     | 5      | 都民ファーストの会       |
| 都議会生活者ネットワーク          | 3      | 東京・生活者ネットワーク |
| 無所属（深呼吸のできる東京）      | 1      | 無所属（元民主党）       |
| 無所属（東京みんなの改革）        | 1      | 無所属（元みんなの党）   |
| 無所属（日本維新の会 東京都議会） | 1      | 日本維新の会             |
| 無所属（新風自民党）              | 1      | 自由民主党               |
| 無所属（都民塾の会）              | 1      | 無所属                   |
| 現員                              | 126    | ※2017年5月10日現在       |

議員数が5名以上の会派には代表質問権が、11名以上の会派には議案提案権が与えられている。
社会民主党は2001年（平成13年）に議席がゼロとなって以来、その回復には至っていない。
東京都議会においては「一人会派」の結成自体は認めているものの、都議会における会派は「議会内に結成された議員の同志的集合体をいう」とされていることから、議員の集合体ではない「一人会派」については2001年（平成13年）12月より会派名称の使用を認めず、一律に「無所属」と称することが決められた。ただし公式サイトでは会派名「無所属」の後ろにかっこ書きで所属議員が名乗っている団体・会派名を表記している。

### 立候補者
6月23日に告示され、42選挙区・定数127に対し、259人が立候補。前回2013年の253人から6人増。ちなみに今回の都議選では、女性候補の人数が65人となり、およそ4人に1人が女性候補と過去最多。

#### 党派別立候補者数
出典:
- 自由民主党：60（推薦：日本のこころ）
- 公明党：23（推薦：都民ファーストの会）
- 日本共産党：37（うち1人を自由党が推薦）
- 民進党：23（推薦：自由党）
- 都民ファーストの会：50
- 東京・生活者ネットワーク：4(うち1人を都民ファーストの会が推薦・共産党が支持）
- 日本維新の会：4
- 社会民主党：1（世田谷選挙区、推薦：自由党）
- 幸福実現党：6
- 地方議員ゼロの会：3
- 国民ファーストの会：1（千代田区選挙区）
- 希望ファーストの会：1（中央区選挙区）
- 行革110番：1（世田谷区選挙区）
- 都政を革新する会：1（杉並区選挙区）
- 環境党：1（練馬区選挙区）
- 区民ファーストの会：1（葛飾区選挙区）
- NHKから国民を守る党：1（葛飾区選挙区）
- 日本第一党：1（八王子市選挙区）
- 無所属：40
  - 都民ファーストの会推薦・無所属候補：11
  - 日本共産党推薦・無所属候補：4

### 争点
出典:
- 小池百合子東京都知事の都政運営に対する評価
- 都議会改革
- 築地市場の豊洲地区への移転を巡る一連の問題
- 2020年東京五輪・パラ五輪の準備の進め方
- 待機児童・介護難民の解消策
- 受動喫煙対策
- 森友学園問題・加計学園問題や共謀罪（テロ等準備罪）等の国政自民党・安倍政権への評価

## 選挙結果
7月2日投票、即日開票される。20時ちょうどに発表されたマスメディア各社の開票速報では、都民ファーストの会が議会第一党に躍進、また都民Fならびに公明党・生活者ネットら小池知事を支持する勢力が半数を超える圧勝となる一方、自民党は第一党はおろか獲得議席が過去最低を下回る歴史的敗北を喫するという情勢が伝えられる。
| 政党               | 政党                | 議席数             | 議席数             | 議席数             | 議席数             | 議席数             | 議席数             | 得票          | 得票    |
| 政党               | 政党                | 現職               | 元職               | 新人               | 改選前             | 増減               | 獲得議席           | 得票数        | 得票率  |
| ------------------ | ------------------- | ------------------ | ------------------ | ------------------ | ------------------ | ------------------ | ------------------ | ------------- | ------- |
|                    | 都民ファーストの会  | 6                  | 4                  | 39                 | 6                  | 43                 | 49                 | 1,884,029.850 | 33.68%  |
|                    | 自由民主党          | 21                 | 0                  | 2                  | 57                 | 34                 | 23                 | 1,260,101.444 | 22.53%  |
|                    | 公明党              | 19                 | 0                  | 4                  | 22                 | 1                  | 23                 | 734,697.000   | 13.13%  |
|                    | 日本共産党          | 11                 | 0                  | 8                  | 17                 | 2                  | 19                 | 773,722.553   | 13.83%  |
|                    | 民進党              | 3                  | 1                  | 1                  | 7                  | 2                  | 5                  | 385,752.149   | 6.90%   |
|                    | 生活者ネット        | 1                  | 0                  | 0                  | 3                  | 2                  | 1                  | 69,929.000    | 1.25%   |
|                    | 日本維新の会        | 1                  | 0                  | 0                  | 1                  | 増減なし           | 1                  | 54,016.000    | 0.97%   |
|                    | 社会民主党          | 0                  | 0                  | 0                  | 0                  | 増減なし           | 0                  | 13,243.000    | 0.24%   |
|                    | 行革110番           | 0                  | 0                  | 0                  | 0                  | 増減なし           | 0                  | 13,141.000    | 0.23%   |
|                    | 地方議員ゼロの会    | 0                  | 0                  | 0                  | 0                  | 増減なし           | 0                  | 6,499.000     | 0.12%   |
|                    | 区民ファーストの会  | 0                  | 0                  | 0                  | 0                  | 増減なし           | 0                  | 5,351.000     | 0.10%   |
|                    | 幸福実現党          | 0                  | 0                  | 0                  | 0                  | 増減なし           | 0                  | 5,322.000     | 0.10%   |
|                    | NHKから国民を守る党 | 0                  | 0                  | 0                  | 0                  | 増減なし           | 0                  | 4,463.000     | 0.08%   |
|                    | 日本第一党          | 0                  | 0                  | 0                  | 0                  | 増減なし           | 0                  | 2,597.000     | 0.05%   |
|                    | 都政を革新する会    | 0                  | 0                  | 0                  | 0                  | 増減なし           | 0                  | 2,496.000     | 0.04%   |
|                    | 希望ファーストの会  | 0                  | 0                  | 0                  | 0                  | 増減なし           | 0                  | 1,347.000     | 0.02%   |
|                    | 環境党              | 0                  | 0                  | 0                  | 0                  | 増減なし           | 0                  | 1,274.000     | 0.02%   |
|                    | 国民ファーストの会  | 0                  | 0                  | 0                  | 0                  | 増減なし           | 0                  | 602.000       | 0.01%   |
|                    | 無所属              | 5                  | 1                  | 0                  | 5                  | 1                  | 6                  | 375,048.000   | 6.70%   |
| 合計               | 合計                | 67                 | 6                  | 54                 |                    |                    | 127                | 5,593,630.996 | 100.00% |
| 投票者数（投票率） | 投票者数（投票率）  | 投票者数（投票率） | 投票者数（投票率） | 投票者数（投票率） | 投票者数（投票率） | 投票者数（投票率） | 投票者数（投票率） | 5,681,864     | 51.28%  |
| 有権者数           | 有権者数            | 有権者数           | 有権者数           | 有権者数           | 有権者数           | 有権者数           | 有権者数           | 11,081,157    | 100.00% |

注：得票の小数点以下の数字は按分票。

### 各党別の結果
出典:
都民ファーストの会
都民ファーストの会（改選前: 6議席）は、公認候補50人中、島部選挙区の1人（自民党候補に敗戦）を除く49人が当選する大勝利。推薦した無所属候補6人の追加公認を含め55議席を確保、議席を大幅にアップさせ、自民党から都議会第一党の座を奪取。
特に前回2013年では、自民の7戦全勝だった1人区を6勝1敗で都民Fが制したことなどが勝利につながった。
自由民主党
自民党（改選前: 57議席）の獲得議席は23議席に終わり、東京都議会黒い霧事件の影響で都議会自民党に大逆風が吹き荒れた1965年と、民主党（当時）が圧勝した2009年の都議選で記録した38議席を大幅に下回る過去最低の大惨敗。国政で連立を組む公明党と同じ議席数になった。
国政での森友学園と加計学園をめぐる一連の疑惑や防衛大臣の失言・国会議員の不祥事など選挙期間に失策が続き、それが足を引っ張る形となり、大敗を喫した。
2013年には7戦全勝だった1人区では島部選挙区を除く6選挙区で都民Fに敗戦した事、2人区では都民Fの公認・推薦無所属候補などの議席独占を許す選挙区が相次いだ事、3人区では墨田区選挙区で最終議席に滑り込んだものの、5選挙区で共産党に、中野区で民進党に競り負けた事、前回2議席獲得した品川区・目黒区・板橋区選挙区で共倒れした事が大敗につながった。
公明党
公明党（改選前：22議席）は、小池知事ならびに都民ファーストの会との選挙協力の甲斐もあり、候補者全員の23人が当選する完勝で、引き続き都議会第二党の座をキープ、親小池勢力の都議会過半数獲得に大きく貢献した。
なお、公明党候補が全員当選は7回連続
日本共産党
共産党（改選前：17議席）は、2議席を上乗せし19議席獲得。都議会での議案提出権のある11議席以上を引き続き確保。
築地市場移転に反対する層や、安倍政権と小池都政のどちらにも反対する勢力の票を吸収し、さらに勢力を拡大した。
民進党
民進党（改選前：7議席）は、中野区や板橋区、三鷹市などで自民党候補に競り勝ったものの、「都民ファーストVS自民」の構図の中で埋没、議席は2議席減の5議席に終わる。
民主党結党以来過去最低議席だった前回（2013年）の15議席をさらに下回る結果となった。また、2009年都議選で民主党が圧勝したピーク時（54議席）から、たった8年で約10分の1に議席数を減らした。
東京・生活者ネットワーク
生活者ネット（改選前：3議席）は、候補者4人を擁立。小池知事ならびに都民ファーストの会との連携を打ち出すも、獲得議席は1に終わり、過去最低。
日本維新の会
日本維新の会（改選前：1議席）は、候補4人を擁立。選挙期間中には、本拠地の大阪から松井一郎代表（大阪府知事）や吉村洋文大阪市長らが応援に駆け付け全面バックアップを展開したが、『都民ファーストVS自民党』の構図の前に埋没、獲得議席は改選前と変わらず、現職のみの1議席にとどまった。
社会民主党
社民党（改選前：0議席）は、候補1人を擁立するも落選。16年ぶりの議席獲得はならなかった。
幸福実現党
幸福実現党（改選前：0議席）は、候補6人擁立するも、全員落選。
地方議員ゼロの会
地方議員ゼロの会（改選前：0議席）は、候補3人を擁立するも、全員落選。
国民ファーストの会
国民ファーストの会（改選前：0議席）は、候補1人を擁立するも落選。
希望ファーストの会
希望ファーストの会（改選前：0議席）は、候補者1人を擁立するも落選。
行革110番
行革110番（改選前：0議席）は、候補者1人を擁立するも落選。8年ぶりの議席獲得はならなかった。
都政を革新する会
都政を革新する会（改選前：0議席）は、候補者1人を擁立するも落選。14年ぶりの議席回復をめざしたものの、失敗に終わる。
環境党
環境党（改選前：0議席）は、候補者1人を擁立するも落選。
区民ファーストの会
区民ファーストの会（改選前：0議席）は、候補者1人を擁立するも落選。
NHKから国民を守る党
NHKから国民を守る党（改選前：0議席）は、候補者1人を擁立するも落選。
日本第一党
日本第一党（改選前：0議席）は、候補者1人を擁立するも落選。
都民ファーストの会推薦以外の無所属
都民ファーストの会推薦以外の無所属（改選前：4議席）は、29人が立候補したが、全員が落選。

### 選挙データ
投票率（東京都選挙管理委員会調べ）: 51.27%（前回〈2013年〉比: 7.77ポイント上昇）
- 期日前投票（東京都選挙管理委員会調べ）: 135万5163人（前回比: 1.51倍増）

## 当選した議員
都民ファーストの会 
 公明党 
 生活者ネット 
 自由民主党 
 日本共産党 
 民進党 
 日本維新の会 
 無所属 
| 千代田区 | 樋口高顕   |                |            |            | 中央区   | 西郷歩美   |            |            |            |
| 港区     | 入江伸子   | 菅野弘一       |            |            | 新宿区   | 森口つかさ | 大山とも子 | 古城将夫   | 秋田一郎   |
| 文京区   | 増子博樹   | 中屋文孝       |            |            | 台東区   | 保坂真宏   | 中山寛進   |            |            |
| 墨田区   | 成清梨沙子 | 加藤雅之       | 川松真一朗 |            | 江東区   | 白戸太朗   | 山﨑一輝   | 細田勇     | 畔上三和子 |
| 品川区   | 森澤恭子   | 山内晃         | 伊藤興一   | 白石民男   | 目黒区   | 伊藤悠     | 斉藤泰宏   | 星見定子   |            |
| 大田区   | 森愛       | 栗下善行       | 藤井一     | 遠藤守     | 世田谷区 | 福島理恵子 | 木村基成   | 栗林のり子 | 里吉ゆみ   |
| 大田区   | 藤田綾子   | 神林茂         | 柳ヶ瀬裕文 | 鈴木章浩   | 世田谷区 | 三宅茂樹   | 山口拓     | 小松大祐   | 大場康宣   |
| 渋谷区   | 龍円愛梨   | 大津浩子       |            |            | 中野区   | 荒木千陽   | 高倉良生   | 西沢圭太   |            |
| 杉並区   | 鳥居宏右   | 茜ヶ久保嘉代子 | 原田暁     | 松葉多美子 | 豊島区   | 本橋弘隆   | 長橋桂一   | 米倉春奈   |            |
| 杉並区   | 早坂義弘   | 小宮安里       |            |            |          |            |            |            |            |
| 北区     | 音喜多駿   | 大松成         | 曽根肇     |            | 荒川区   | 慶野信一   | 滝口学     |            |            |
| 板橋区   | 木下富美子 | 橘正剛         | 平慶翔     | 徳留道信   | 練馬区   | 村松一希   | 尾島紘平   | 小林健二   | 戸谷英津子 |
| 板橋区   | 宮瀬英治   |                |            |            | 練馬区   | 柴崎幹男   | 藤井智教   |            |            |
| 足立区   | 後藤奈美   | 斉藤真里子     | 高島直樹   | 薄井浩一   | 葛飾区   | 米川大二郎 | 野上純子   | 和泉尚美   | 舟坂誓生   |
| 足立区   | 馬場信男   | 中山信行       |            |            |          |            |            |            |            |
| 江戸川区 | 田之上郁子 | 上野和彦       | 上田令子   | 宇田川聡史 | 八王子市 | 東村邦浩   | 両角穣     | 滝田泰彦   | 清水秀子   |
| 江戸川区 | 河野百合恵 |                |            |            | 八王子市 | 伊藤祥広   |            |            |            |
| 立川市   | 増田一郎   | 清水孝治       |            |            | 武蔵野市 | 鈴木邦和   |            |            |            |
| 三鷹市   | 山田浩史   | 中村洋         |            |            | 青梅市   | 森村隆行   |            |            |            |
| 府中市   | 小山有彦   | 藤井晃         |            |            | 昭島市   | 内山真吾   |            |            |            |
| 町田市   | 奥澤高広   | 小磯善彦       | 池川友一   | 吉原修     | 小金井市 | 辻野栄作   |            |            |            |
| 小平市   | 佐野郁夫   | 高橋信博       |            |            | 日野市   | 菅原直志   | 古賀俊昭   |            |            |
| 西東京市 | 桐山ひとみ | 石毛茂         |            |            | 西多摩   | 清水康子   | 田村利光   |            |            |
| 南多摩   | 斉藤礼伊奈 | 石川良一       |            |            | 北多摩1  | 関野杜成   | 谷村孝彦   | 尾崎あや子 |            |
| 北多摩2  | 岡本光樹   | 山内玲子       |            |            | 北多摩3  | 尾崎大介   | 中嶋義雄   | 井樋匡利   |            |
| 北多摩4  | 細谷祥子   | 原紀子         |            |            | 島部     | 三宅正彦   |            |            |            |

### 補欠選挙
- 2020年7月の補欠選挙は2020年東京都知事選挙に便乗する形で施行。
- 千代田区選挙区については、欠員発生が任期満了6か月以内であったため、補欠選挙は実施されず。

| 年             | 月日           | 選挙区          | 当選者     | 当選政党   | 欠員       | 欠員政党           | 欠員事由                                     |
| -------------- | -------------- | --------------- | ---------- | ---------- | ---------- | ------------------ | -------------------------------------------- |
| 2020年         | 7月5日         | 大田区選挙区    | 鈴木晶雅   | 自由民主党 | 柳ヶ瀬裕文 | 日本維新の会       | 第25回参議院議員通常選挙立候補準備のため辞職 |
| 2020年         | 7月5日         | 北区選挙区      | 山田加奈子 | 自由民主党 | 音喜多駿   | 都民ファーストの会 | 北区長選挙立候補準備のため辞職               |
| 2020年         | 7月5日         | 日野市選挙区    | 西野正人   | 自由民主党 | 古賀俊昭   | 自由民主党         | 死去                                         |
| 2020年         | 7月5日         | 北多摩第3選挙区 | 林明裕     | 自由民主党 | 井樋匡利   | 日本共産党         | 不祥事による辞職                             |
| 補欠選挙未実施 | 補欠選挙未実施 | 千代田区選挙区  | －         | －         | 樋口高顕   | 都民ファーストの会 | 千代田区長選挙立候補による退職（自動失職）   |

### 議員動静
議員辞職
1. ↑  千代田区長選挙立候補のため、2021年1月24日付で退職（公職選挙法規定により自動失職）。任期残余が任期満了まで6か月を切っていたため、補欠選挙は実施されず。
2. ↑  第25回参議院議員通常選挙立候補準備（比例区）のため、2019年6月11日付で辞職。
3. ↑  北区長選挙立候補準備のため、2019年3月31日付で辞職。
4. ↑  不祥事引責のため、2017年11月15日付で辞職。

議員死去
1. ↑  2020年3月9日、死去。

都民ファーストの会関連
1. ↑  2019年1月25日付で都民ファーストの会を離党、日本維新の会に入党。
2. 1 2 3 4 5 6  当選後都民ファーストに追加公認。
3. 1 2 3  2019年1月25日付で都民ファーストの会を離党。
4. 1 2  2021年2月17日付で都民ファーストの会を離党。その後立憲民主党に入党。
5. 1 2  2017年10月5日付で都民ファーストの会を離党。

民進党関連
1. 1 2 3  民進党解党後は無所属期間を経て立憲民主党に参加。
2. ↑  その後民進党を離党し、旧・立憲民主党を経て立憲民主党に参加。
3. ↑  旧・国民民主党を経て立憲民主党に参加

自由民主党関連
1. ↑  2021年3月31日付で会派「東京都議会自由民主党」を離脱し、一人会派（無所属）「新風」に移動。

## 選挙後の動き

### 選挙後勢力図
| 会派名                     | 議員数 | 所属党派                 |
| -------------------------- | ------ | ------------------------ |
| 都民ファーストの会         | 55     | 都民ファーストの会       |
| 東京都議会自由民主党       | 23     | 自由民主党               |
| 都議会公明党               | 23     | 公明党                   |
| 日本共産党東京都議会議員団 | 19     | 日本共産党               |
| 都議会民進党               | 5      | 民進党                   |
| 都議会生活者ネットワーク   | 1      | 東京・生活者ネットワーク |
| 日本維新の会 東京都議会    | 1      | 日本維新の会             |
| 現員                       | 127    | ※2017年7月23日現在       |

### 各党の動き
都民ファーストの会
- 今回の選挙で圧勝した都民ファーストの会は、翌日3日に小池百合子東京都知事が記者会見で「二元代表制等々への懸念があることも想定し、知事に専念する」と語り、都民ファーストの会の代表を辞任[54]。後任には、初代代表の野田数幹事長が復帰[55]。その後、7月11日には当選した都議の中から幹事長・政調会長・総務会長が選出される党役員人事も行われた[56]。
- 今回の都議選圧勝を受け、一部マスメディアからは「都民ファーストの会の国政進出」も噂されたが[57]、小池知事は3日の記者会見で「今はそういう状況にない」ときっぱりと否定した[58]。一方で、小池知事とは2016年都知事選以来行動を共にし、小池知事とともに自民党を離党した若狭勝衆院議員は、都議選後に出演したフジテレビの番組で「少なくとも年内に国政新党への動きが出てくることは流れとしてあり得る」と語った[59]。
- 8月、都民ファーストを母体とする国政における政治団体「日本ファーストの会」を7月13日付で設立したことを、若狭勝衆議院議員が発表した。同会代表には若狭が就き、同会が新たな政治塾「輝照塾」を運営する[60]。なお、小池は同会の役職には就かず、9月16日に開校が予定されている政治塾の講師を務める[61]。

自民党
- 歴史的惨敗となった自民党は、今回の責任をとる形で下村博文東京都連会長以下、5役全員が辞任を表明[62]、翌3日に開催された臨時の役員会において正式に報告された[63]。
- 学校法人「加計学園」の獣医学部新設計画に関して、野党4党が要求していた閉会中審査を7月10日に行うことを決定した[64]。都議選前に受け取り、1ヶ月以上態度を保留していた小池百合子の離党届についても正式に了承された[65]。
- 今回の大惨敗を受け、自民党総裁の安倍晋三首相は「大変厳しい審判が下された。自民党に対する厳しい叱咤と深刻に受け止め、反省しなければならない」と述べた。また、敗因について聞かれると「政権の緩みがあるとの厳しい批判があったと思う」と分析した[66]。
- また、今回の大惨敗の原因について、一部マスメディアでは、暴言・暴行が報じられ自民党から離党した豊田真由子衆院議員、加計学園関連極秘文書疑惑の萩生田光一官房副長官、選挙期間中に失言の稲田防衛相、加計学園からの献金を受け取った下村都連会長、以上4人のイニシャルから「THIS is 敗因」と呼ばれた[67]。

民進党
- 民主党時代を含め、最も少ない議席数となった民進党は、松原仁都連会長が辞任を表明した[68]。その一方で、都議選直後は蓮舫代表や野田佳彦幹事長ら中央の執行部メンバーの引責辞任には発展しない見込みである[69]とされていたが、7月20日に日本テレビが、蓮舫代表が執行部メンバーの交代に踏み切る意向を示したと報道[70]。
- 選挙後、都議会会派名を「東京改革議員団」から「都議会民進党」へ変更することを決めた[71]。なお、この会派名は2月に旧民主・旧維新の両会派を合併する前に旧民主側が使用していた会派名であり、元の名称に戻すことになる。
- この惨敗からおよそ3週間後の7月26日に開催した、都議選総括の党両院議員懇談会において、敗北の責任を取り、野田幹事長が辞任する意向を表明[72]。さらに翌27日には、蓮舫代表が記者会見で正式に辞任を表明した[73]。
- 選挙後、参議院議員の藤末健三、衆議院議員の細野豪志、横山博幸、木内孝胤と国会議員の離党が相次いでいる[74]。

公明党
- 公明党は、今回の選挙では、都議会自民党と決別し都民ファーストの会との選挙協力を打ち出したが、翌3日に行われた公明党の山口那津男代表と安倍総理の首脳会談の中で、山口代表は「国政は国政、都政は都政で別だ」と強調。国政レベルでは自公が連携し、引き続き連立政権を運営していくことを確認した[75]。

共産党
- 議席を17から19に伸ばし躍進した共産党は、現有議席を上回るとした目標を達成。この結果について小池晃書記局長は「安倍政権の国政の私物化は許せないとの声が日増しに強まり、非常に手応えを感じた」と語った[76]。
- 志位和夫委員長は翌3日、東京都内で行った街頭演説の中で「安倍自民を歴史的な敗北に導いたことが、最も大きい」と胸を張り、安倍政権に対して臨時国会の開催や解散総選挙を要求した[77]。

日本維新の会
- 改選前と変わらず1議席に終わった維新の会は、翌3日に代表を務める松井一郎大阪府知事が大阪府庁内で行われた記者会見において「小池タイフーンに、みんな吹き飛ばされた。」とコメント。また、1議席にとどまったことについて「われわれが大阪、関西でやっていることが、東京にまだまだ伝わっていなかった。」と分析。さらに、圧勝した都民ファーストの会について「国政政党になる可能性は大ありではないか」と警戒感を示した[78]。

東京・生活者ネットワーク
- 過去最低の1議席に終わった生活者ネットワークは、西崎光子共同代表が選挙後に記者会見で「情報公開や福祉優先といった生活者目線の政策を訴え、共感を得られた」と述べた一方で、今回の敗因について「（ネット自体が）存在感を示せたという感じではない」と分析した[79]。

## 選挙特別番組

### ネット配信
※配信日時は投開票日の2017年7月2日を基準とする。
- ホウドウキョク
  - 都議会選挙2017SP ～シジョウ最大の決選～
    - 配信時間: 19:50 - 22:30（生配信）
    - 出演者:

MC: 三浦瑠麗、古市憲寿
アシスタント: 新美有加
ゲスト: 森功、平松秀敏（報道局社会部 ホウドウキョクニュースデスク）
開票情報コーナー: 森下知哉、山本周
イノウエGO（Skype中継）: 井上義則（報道番組部 記者）
ネット動画: 久永一成（報道局ネット取材部 部長）
- AbemaNewsチャンネル
  - みのもんたのよるバズ! 都議選スペシャル[80]
    - 配信時間: 20:00 - 23:00（生配信）
    - 出演者:

MC: みのもんた、下平さやか
コメンテーター: 吉木誉絵、桜雪、たかまつなな、東国原英夫、細川珠生、角谷浩一他